# NGC 3385
NGC 3385 (również PGC 32285 lub UGC 5908) – galaktyka soczewkowata (S0), znajdująca się w gwiazdozbiorze Sekstantu. Odkrył ją John Herschel 9 kwietnia 1828 roku.